# Општина Кочани
Општина Кочани или Кочане је једна од 11 општина Источног региона у Северној Македонији. Седиште општине је истоимени град Кочани.

## Положај
Општина Кочани налази се у источном делу Северне Македоније. Са других страна налазе се друге општине Северне Македоније:
- север — Општина Крива Паланка
- исток — Општина Македонска Каменица
- југоисток — Општина Виница
- југ — Општина Зрновци
- запад — Општина Чешиново-Облешево
- запад — Општина Пробиштип
- северозапад — Општина Кратово

## Природне одлике
Рељеф: Јужни део општине Кочане налази се у долини реке Брегалнице, у оквиру плодног и насељеног Кочанског поља (северна половина поља), док се северни део општине уздиже у планински појас Осоговских планина.
Клима: У општини влада умерено континентална клима.
Воде: Брегалница је најзначајнији водоток у општини. Сви мањи водотоци се уливају у ову реку. Од њих најзначајније су Оризарска и Мала река.

## Становништво
Општина Кочани имала је по последњем попису из 2002. г. 38.092 ст., од чега у седишту општине, граду Кочану, 28.330 ст. (74%). Општина је густо насељена, али је сеоско подручје много ређе насељено.
Национални састав по попису из 2002. године био је:
|           | Број   | Постотак |
| Укупно    | 38.092 | 100%     |
| Македонци | 35.472 | 93,1%    |
| Роми      | 1.951  | 5,1%     |
| остали    | 669    | 1,8%     |

## Насељена места
У општини постоји 28 насељених места, једно градско — град Кочани, а осталих 27 насеља са статусом села:
| - Кочани - Безиково - Бели - Вранинци - Главовица - Горње Гратче | - Горњи Подлог - Грдовци - Доње Гратче - Доњи Подлог - Јастребник - Костин Дол | - Лешки - Мојанци - Небојани - Ново Село - Њивичани - Оризари | - Пантелеј - Пашаџиково - Полаки - Пресека - Прибачево - Припор | - Рајчани - Речани - Тркање - Црвена Њива |  |

## Извор
- 2002 Попис 2002. у Македонији на енглеском и македонском (PDF)